# Mexcala synagelese
Mexcala synagelese är en spindelart som beskrevs av Wesolowska 2009. Mexcala synagelese ingår i släktet Mexcala och familjen hoppspindlar. Inga underarter finns listade i Catalogue of Life.